# Crevarska Strana
Crevarska Strana est une localité de Croatie située dans la municipalité de Gvozd, comitat de Sisak-Moslavina. Au recensement de 2011, elle comptait 161 habitants.